# Madanaikanahalli, Chitradurga
Madanaikanahalli là một làng thuộc tehsil Chitradurga, huyện Chitradurga, bang Karnataka, Ấn Độ.